# Campagne de l'Oranie (1647)
 (octobre 2021).
Conflits algéro-chérifiens et Conflits maroco-ottomans
Batailles
La campagne de l'Oranie de 1647 est une série de raids victorieux menées par le chérif alaouite Moulay Mohammed contre les tribus de la région de Tlemcen et d'Oran qu'il soumet en partie. Son armée met également en déroute la garnison turque de Tlemcen venue à sa rencontre.

## Déroulement
Après la prise d'Oujda en 1647, avec le soutien des tribus arabes de la plaine de l'Angad, Moulay Mohammed lance des razzias victorieuses dans la région de Tlemcen, sur les tribus Oulad Zekri, Oulad Ali ben Talha, Beni Mathar, Beni Snous et Douï Ihahia qu'il soumet, et contraint à reconnaître son autorité. Il harcèle également les tribus Mdagra, Gdima, Trâra et Oulhâsa dans la région de Nedroma.
Moulay Mohammed pousse son expédition plus à l'est où il bat et refoule les Rosel et Beni-Ameur jusque sous les murs d'Oran, occupée par les Espagnols depuis 1509. Il revient sur Tlemcen, où il s'empare des troupeaux de la ville et des bourgs environnants, se rendant maître de toute la plaine. La garnison turque de Tlemcen, soutenue par des gens de la ville, tentent une sortie pour lui reprendre une partie de son butin, mais l'armée marocaine les met en déroute. Après avoir razzier et soumit une grande partie de la région, Moulay Mohammed rentre alors à Oujda, chargé de dépouilles et butins. Il y passe tout l'hiver avant de lancer une nouvelle campagne sur Laghouat vers 1648.
La régence d'Alger n'ayant pas les moyens d'intervenir face aux offensives alaouites très mobiles, qui razzient et se replient dans le désert, envoie deux ambassadeurs à Sijilmassa pour faire la paix avec l'émir du Tafilalet. La frontière entre les Alaouites, basés à Sijilmassa et les Turcs d'Alger s'établit à la Tafna pour un temps aux termes de l'accord.

## Sources

### Sources bibliographiques
1. 1 2 3 4  Documents pour servir à l'étude du Nord Ouest africain 1894, p. 13
2. 1 2 3  al-Nasiri 1906, p. 27

#### Francophone
- Ahmed ben Khâled Ennâsiri Esslâoui. (trad. de l'arabe par Eugène Fumet), Kitâb Elistiqsâ li-Akhbâri doual Elmâgrib Elaqsâ [« Le livre de la recherche approfondie des événements des dynasties de l'extrême Magrib »], vol. IX : Chronique de la dynastie alaouie au Maroc, Paris, Ernest Leroux, coll. « Archives marocaines », 1906 (1re éd. 1894 – en arabe) (lire en ligne)
- Maximilien Antoine Cyprien Henri Poisson de La Martinière, Napoléon Lacroix, Documents pour servir à l'étude du Nord Ouest africain, Gouvernement général de l'Algérie, Service des affaires indigènes, 1894, 1143 p. (lire en ligne)